# Kolonialism

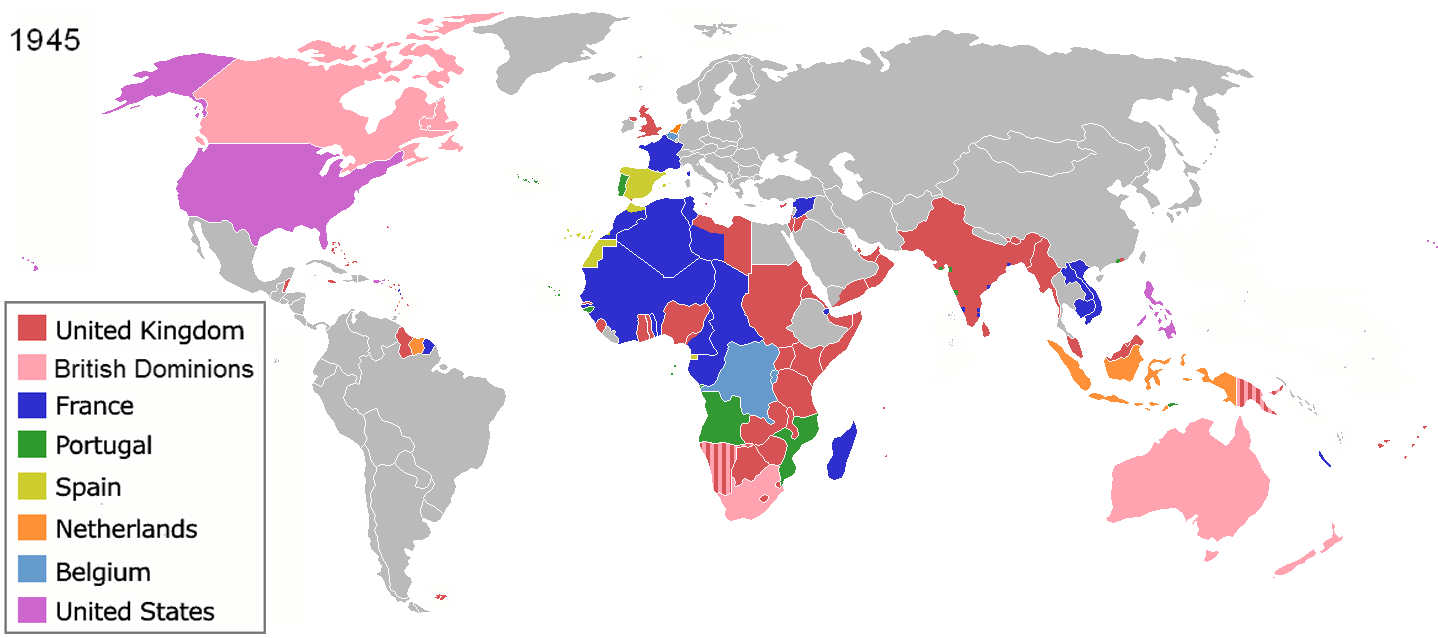
Världskarta över de senaste kolonialmakterna och deras kolonier vid andra världskrigets slut 1945.

Kolonialism är staters eller gruppers erövring och behärskande av, för dem, mer eller mindre främmande territorier, vanligen i andra världsdelar. Det kan även involvera exploatering, samt införandet av kolonisatörernas religion, språk, ekonomi och andra kulturyttringar. Enligt vissa synsätt krävs en mer omfattande migration till det koloniserade området för att man skall kunna tala om kolonialism, enligt andra synsätt räcker dominans. Nykolonialism eller neokolonialism syftar på ekonomisk och politisk exploatering som äger rum utan att kolonialmakten har direkt territoriell kontroll.
Det är svårt att dra en entydig gräns mellan traditionell expansionism och kolonialism. Starkare stater, stammar och etniska grupper har i alla tider försökt utvidga sitt territorium på svagare konkurrenters bekostnad. Kulturell, politisk och teknologisk påverkan och utveckling är starkt förbunden med koloniala åtaganden.
Ett sätt som koloniserande makter använt för att underordna koloniernas inhemska kultur är genom att göra det egna språket till första språk. Några exempel är japanska i Korea; engelska i Indien, Kenya, USA med flera stater; spanska i Latinamerika och arabiska i Nordafrika. Religiösa samfund, politiska partier och litteratur som var tillåtna i moderlandet har under vissa skeden varit förbjudna i kolonierna. Under både första och andra världskriget deltog kolonialtrupper ofta i moderlandets krigsmakter.

Romerska imperiet under Trajanus år 117 e.Kr.

Expansionen av det Arabiska imperiet under Umayyaderna.

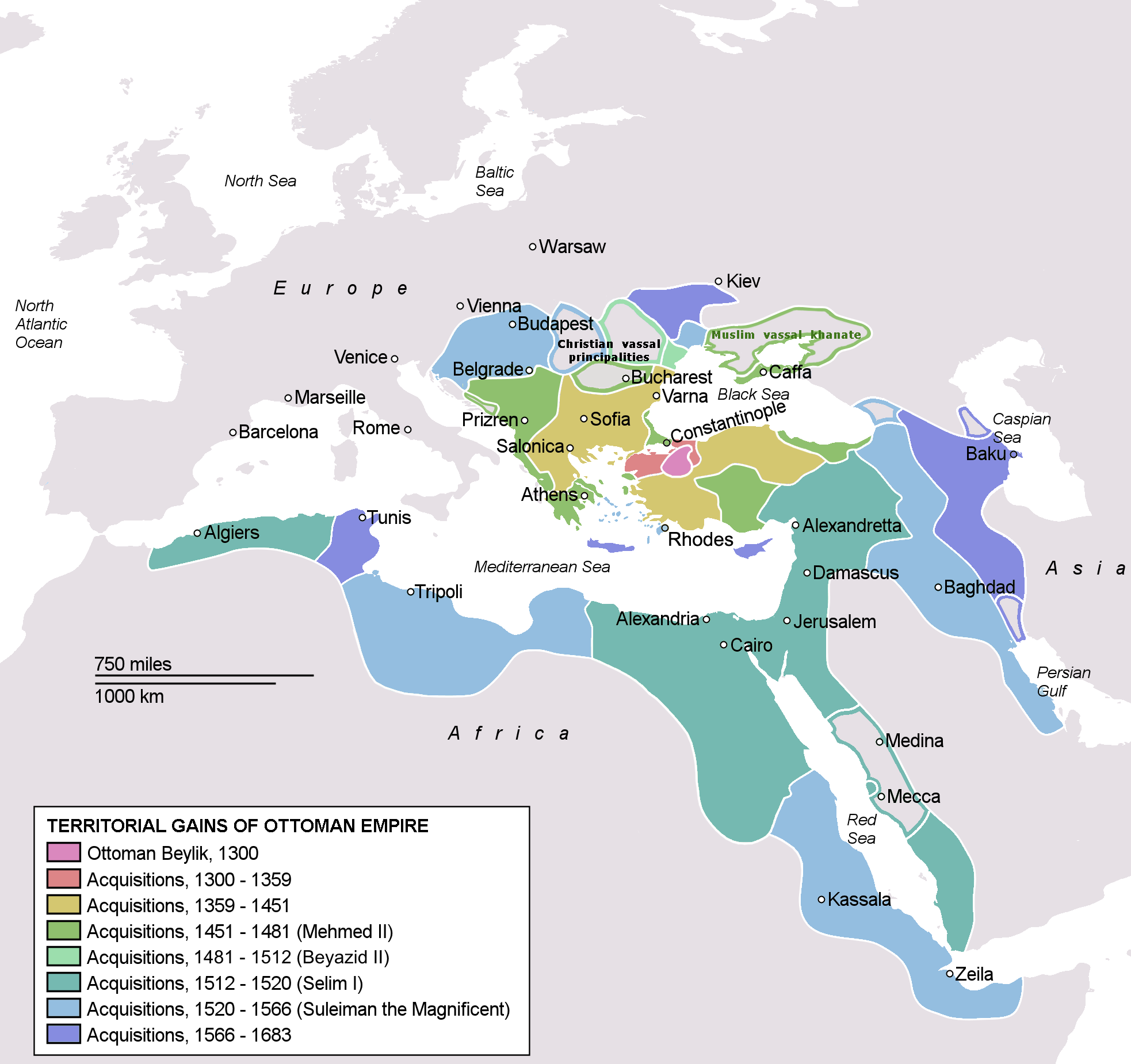
Erövringar av det Osmanska imperiet.

## Begrepp och definitioner
Begreppet kolonialism är svårt att definiera och avgränsa. Det används ofta inkonsekvent och sammanblandas med närliggande begrepp. Kolonialism sammanblandas ofta med imperialism. Ett annat begrepp som är svårt att skilja från kolonialism är migration; den gradvisa process av inflyttning till delar av dagens Australien och USA som har kallats "kolonialism" skulle idag kallas "irreguljär invandring". Enligt vissa definitioner krävs omfattande migration för att det ska vara rimligt att tala om kolonialism. Enligt ett eurocentriskt synsätt begränsas kolonialism till européers politiska kontroll av utomeuropeiska områden. Världens historia är dock full av exempel på samhällen som har expanderat gradvis genom att införliva nya områden och bosätta sin egen befolkning på nyligen erövrat område. Kolonialism kan därför inte sägas vara begränsad till en viss tid eller plats.
Många olika definitioner av kolonialism har föreslagits. En ordboksdefinition lyder "kontroll av en makt över ett beroende område eller folk" samt "en politik som förespråkar eller bygger på sådan kontroll". Antropologen Ronald Horvath har föreslagit definitionen:
| ” | Kolonialism är den form av mellangruppslig dominans där bosättare i större antal invandrar permanent till kolonin från den koloniserande makten. | „ |

## Konsekvenser
Genom människans historia har koloniala expansioner ofta handlat om erövringar och plundring, och i vissa fall utrotningskrig. Ibland har befolkningen i de nya territorierna decimerats kraftigt genom att nya sjukdomar följt med kolonisatörerna, som skedde i Sydamerika. Som en konsekvens av koloniseringen har också teknologisk, politisk och kulturell påverkan uppstått, särskilt i de fall då den erövrande makten sökt etablera permanent kontroll över ett område. Denna påverkan har alltid haft till syfte att etablera ett förhållande på alla plan (kulturellt, politiskt ekonomiskt) där kolonin är underordnad och tjänar moderlandet, främst med värdefulla råvaror. Ekonomin i kolonierna konstruerades därför för att fungera först och främst till gagn för moderlandet. Oftast handlade det om att ekonomin var helt inställd på en eller ett fåtal exportvaror vilket efter självständigheten bidragit till att landet hamnade i underläge gentemot resten av världen.
I Afrika förekom mycket slaveri under den europeiska kolonialismen. Slaveriet var dock mycket utbrett även före den europeiska kolonialismen. I gengäld var det under den slutliga fasen av Afrikas uppdelning mellan Europas stormakter som den avskaffades – inte sällan som ett argument till att lägga området under sig. Framför allt var Storbritannien pådrivande i avskaffandet av slaveriet och bekämpade det med sin flotta och genom avtal med afrikanska ledare. Exempelvis avskaffades slaveriet i Guldkusten, nuvarande Ghana, när området erövrades av britterna 1821.
Efter frigörelsen från kolonialmakterna har många stater utvecklats starkt. Dock har framför allt flertalet stater i Afrika visat sig svaga. De lider ofta av svår korruption och ekonomisk stagnation. Kolonialismen har i viss mån ersatts av nykolonialism då en del före detta kolonier har hamnat i ett fortsatt ekonomiskt och politiskt beroendeförhållande till sina förutvarande kolonialmakter eller bara bytt ut dem mot andra stormakter. Flera av konflikterna under efterkrigstiden har sitt ursprung i kolonialismen, till exempel i Afrika där de spikraka gränserna ramade in inbördes olika etniska grupper vilket efter självständigheten i vissa fall bidrog till att konflikter uppstod. Två olika folkgrupper i samma stat kunde till exempel söka stöd från olika sidor i det kalla kriget. Ett exempel är krigen och folkmordet i Rwanda där det har hävdats att tutsierna privilegierades av den belgiska kolonialmakten, och att detta är en bidragande orsak till konflikterna med hutuerna. Ett annat exempel är Somalia, vars diktatur efter självständigheten i olika perioder fick stöd från både USA och Sovjetunionen i utbyte mot militära baser.

### Debatt
En debatt om den moderna kolonialismen startades av Karl Marx och Vladimir Lenin. De menade att den dåvarande europeiska kolonialismen syftade till att suga ut kolonierna. Denna tanke har förts vidare fram till idag i olika versioner, till exempel av ekonomhistorikern Immanuel Wallerstein och den så kallade beroendeteorin. Ekonomer som Deepak Lal, Jagdish Bhagwati och andra forskare har hävdat att Asiens kraftiga ekonomiska tillväxt motbevisar beroendeteorin.
Andra har framhållit att kolonialmakterna, framför allt Storbritannien och Frankrike, också lämnade ett arv av institutioner – rättsväsende, civil byråkrati, partiväsende, parlament, infrastruktur etc – som de hävdar att kolonierna haft nytta av efter självständigheten. Å andra sidan lämnades ett mycket auktoritärt centralstyre i arv i många kolonier. Inga av kolonierna var dock demokratier innan erövringen, medan många blev det efter kolonialismen, med Indien som det tydligaste exemplet.

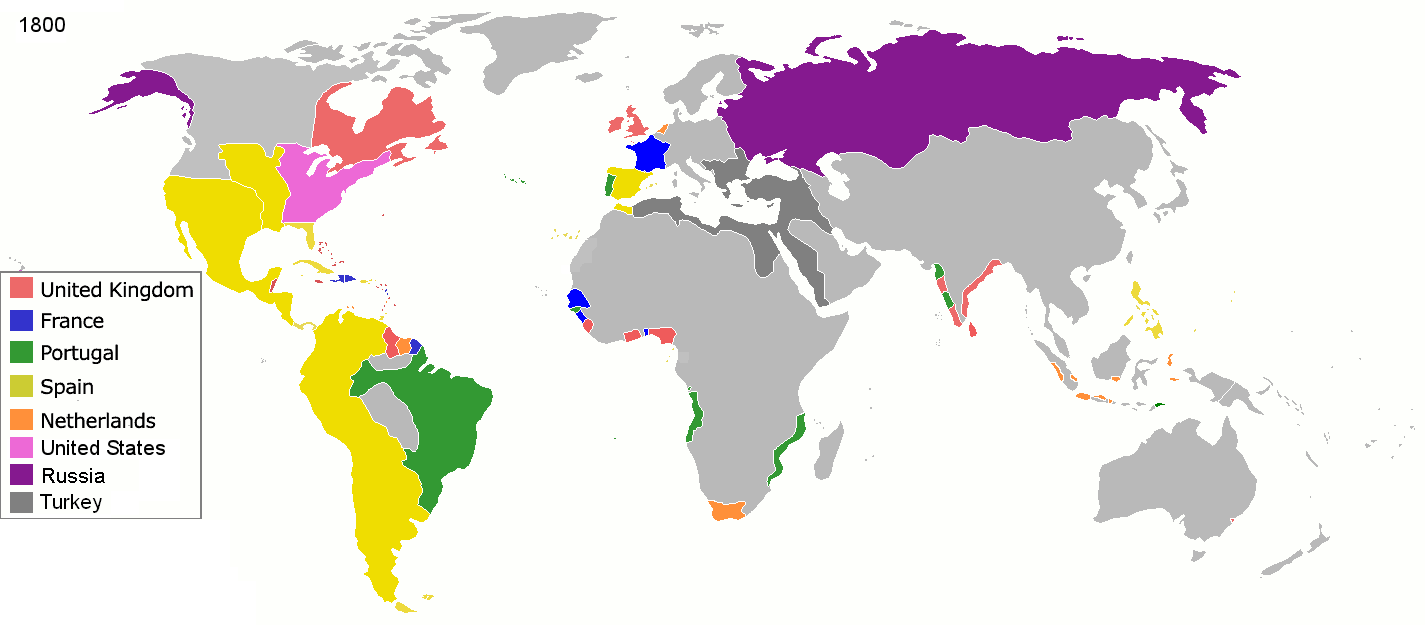
Världskarta över kolonialism år 1800.

Större koloniseringar 1492–2008.

## Historia
Den moderna europeiska kolonialismen har daterats till 1415 då en portugisisk expedition intog den nordafrikanska hamnstaden Ceuta och omvandlade stadens moské till en kristen kyrka. Detta skede av kolonialismen – liksom tidigare den grekiska, romerska, arabiska och sannolikt den aztekiska och de flesta andra erövringar – gick hand i hand med föreställningar om de segrande gruppernas överlägsenhet. Det handlade dock inte om någon rasism på biologisk grund. I Europa uppkom också en idealistisk föreställning om att de vita hade en skyldighet att civilisera och hjälpa de koloniserade folken, ibland betecknat som "Den vite mannens börda" (efter en dikt med det namnet av Rudyard Kipling). Under mellankrigstiden började Storbritannien ge ekonomiskt stöd till vissa av sina kolonier, vilket efter det andra världskriget, och den amerikanska Marshallhjälpen till Europas återuppbyggnad, så småningom gav upphov till dagens biståndspolitik.
Kapplöpningen om Afrika (The Scramble for Africa) under slutet av 1800-talet innebar att flertalet betydande europeiska makter sökte befästa territorier genom mer eller mindre äventyrliga erövringar. Vid Kongokonferensen 1884–1885 i Berlin (där även Sverige deltog, men avstod från kolonier) delades stora delar av centrala och östra Afrika upp i intressesfärer mellan stormakterna. Efter första världskriget fanns endast tre självständiga stater i Afrika nämligen konungariket Egypten, republiken Liberia och konungariket Abessinien. Tanger bildade med sitt område en internationell zon. För övrigt var hela världsdelen uppdelad på kolonier åt europeiska makter. Idag är Kina en av de makter som medvetet utökar sina handelsförbindelser och sitt inflytande i Afrika, inte minst i syfte att tillförsäkra sig kontrakt som ger inflöde av naturtillgångar som olja.
De tidigaste europeiska kolonierna var korsfararstaterna i Mellanöstern (eller "Främre Orienten") (i dagens Israel, Palestina, Jordanien, Syrien, Libanon och sydöstra Turkiet) från 1000-talet till 1300-talet. Av dagens stater utanför Europa är det endast tio som inte har en bakgrund av att ha varit europeiska kolonier: Nordkorea, Sydkorea, Japan, Kina, Taiwan, Thailand, Nepal, Iran, Saudiarabien och Turkiet. Omvänt är det ett fåtal utomeuropeiska riken som tidigare gjort erövringar i Europa: Umayyadriket kalifatet i Cordoba på Iberiska halvön från 700-talet till 1200-talet; mongolriket Gyllene horden i Ryssland från 1200-talet till 1400-talet; samt Osmanska riket på Balkan från 1300-talet till 1800-talet.

## Koloniserande stater

### Australien
Förutom att det som idag utgör staten Australien skapades genom kolonialism har Australien försökt att kolonisera flera ögrupper i Stilla havet under 1900-talet.

### Belgien
Den belgiska kolonialismen i Kongo var inledningsvis ett specialfall, då den belgiske kung Leopold II 1885 lyckades genomdriva det exceptionella arrangemanget att hela Kongo skulle vara hans privata egendom, Kongostaten. Kongo var då alltså inte koloniserat av ett land, utan var helt utlämnat åt kung Leopold. Många européer (bland annat ett antal svenskar) hyrdes in för att genomdriva kungens politik i området. Den grymma behandlingen av befolkningen i Kongostaten ledde till att miljontals kongoleser mördades och stympades i samband med att kungen exploaterade landets resurser. Författaren Joseph Conrad skrev den berömda romanen Mörkrets hjärta 1899 som baserade sig på hans upplevelser som ångbåtskapten på Kongofloden, i vilken många av de grymheter som begicks mot de svarta i Kongo beskrevs. En europeisk proteströrelse skapades runt år 1900 mot skräckväldet, och på grund av denna tvingades kungen 1908 ge upp ägandet av Kongo till den belgiska staten (han kompenserades ekonomiskt för detta).
Mellan 1908 och 1960 var landet en belgisk koloni: Belgiska Kongo. Belgarna höll hela tiden alla viktiga civila och militära poster, så när det 1960 blev ohållbart för Belgien att behålla sin koloni var Kongo oförberett på självständighet. Ingen inhemsk elit av utbildade politiker, tjänstemän och officerare hade tillåtits växa fram, och resultatet blev det fem år långa kaos som kom att kallas Kongokrisen. Armén revolterade, regeringen splittrades och ett par regioner försökte bryta sig ut ur nationen. FN ingrep på centralregeringens sida och hamnade i några av de hårdaste striderna i organisationens historia. Belgien stödde motståndare till centralregeringen och FN under krisen.

### Danmark
Danmark koloniserade genom det så kallade Nordsjöväldet England 1013–1042. När unionen Danmark-Norge upplöstes kvarblev de tidigare norska områdena i Atlanten – Island och Färöarna samt Grönland, som dock återkoloniserats under 1700-talet – varav de två senare fortfarande har en underlydande status fast med en långtgående autonomi. Island blev självständigt under andra världskriget. Dessutom hade Danmark länge kolonier i Karibien, Afrika och Indien. Danska Västindien såldes till USA i slutet av 1916 och numera går dessa öar under namnet Amerikanska Jungfruöarna.

### Frankrike
Frankrike var Storbritanniens ständiga rival om inflytandet i världen, och hade omfattande kolonier i Västafrika, från Algeriet i norr till Gabon i söder. I östra Afrika behärskade man bland annat Madagaskar och Djibouti, samt i Sydamerika Franska Guyana, i Atlanten ett antal karibiska öar inklusive Haiti och i Stilla havet ett antal öar inklusive Tahiti. Flera av dessa kolonier lyder ännu under Frankrike, till exempel Guyana samt många öar i Stilla havet. I Asien styrde man över Franska Indokina som omfattade Vietnam, Laos och Kambodja. Frankrike hade på 1700-talet även kolonier i Indien och Nordamerika (Québec och områden som Louisiana runt Mississippifloden). De indiska kolonierna och Quebec förlorades i krig till Storbritannien och efter det framgångsrika slavupproret på Haiti såldes övriga områden i Nordamerika till USA. Tillsammans med Storbritannien fick Frankrike nya kolonier efter första världskriget i och med de så kallade mandatområdena som de tilldelades av Nationernas förbund från det förutvarande Osmanska riket. De franska mandatområdena inkluderade Libanon och Syrien.

### Förenta Staterna
Förenta Staterna frigjorde sig från det engelska koloniala styret genom självständighetsförklaringen 1776 och ett krig som stöddes av Frankrike. Landet var en direkt produkt av kolonialism och fortsatte efter självständigheten expandera västerut på kontinenten med hjälp av slaveri av afrikaner från det koloniserade Afrika och folkmord på ursprungsbefolkningen. Detta är inte kolonialism utan snarare expansionism då de erövrade områdena införlivades direkt i moderlandet. Efter spansk-amerikanska kriget 1898 erövrade man Puerto Rico i Karibien samt Filippinerna i Stilla Havet. Kuba fick formellt sett självständighet men blev i realiteten amerikanskt protektorat.

### Italien
Italien enades relativt sent och hann därför inte skaffa sig lika många kolonier som sina stormaktskonkurrenter. Italienska kolonier upprättades i Afrika i Libyen, Eritrea och Italienska Somaliland. 1936 erövrades Abessinien (Etiopien) i Abessinienkriget och de östafrikanska områdena slogs ihop till Italienska östafrika. 1939 annekterades även Albanien. Alla kolonier utom Italienska Somaliland blev självständiga i samband med andra världskrigets slut. Italienska Somaliland blev självständigt 1960 och bildade tillsammans med Brittiska Somaliland Somalia.

### Japan
Japanska koloniseringsförsök av Korea och Kina ägde rum före sekelskiftet 1600. Japans kolonisering av Korea inleddes gradvis under slutet av 1800-talet, vilket kulminerade i ett kolonialkrig mot Kina rörande kontrollen av halvön. Som ett resultat av krigen mot Kina och Ryssland hade Japan år 1910 erövrat Taiwan och halva Sachalin. Japan etablerade kolonialistisk kontroll över Manchukuo, och Korea under mellankrigstiden. I alla länderna infördes japanska som första språk och shinto infördes som statsreligion. Den japanska kolonialismen liknade den europeiska på så vis att man bidrog till ekonomisk utveckling och industrialiserade både Korea och Manchukuo. Genom det blodiga andra sino-japanska kriget försökte man även lägga under sig stora delar av östra Kina.
Under andra världskriget försökte man också upprätta "Den större östasiatiska sfären för gemensamt välstånd" i de nyligen erövrade områdena med den japanska kulturen som bärande pelare. Kapitulationen som gjorde slut på kriget gjorde också slut på Japan som kolonialmakt. Dock anses Japans framgångar i krigets inledning haft en avgörande inverkan på avkoloniseringen i Asien efter kriget, då de visade att de västerländska kolonialmakterna gick att besegra.

### Kina
Mot slutet av Qingdynastin utkämpade de lokala kolonialmakterna Kina och Japan det Första sino-japanska kriget om kontrollen av Korea. Tibet, Yttre Mongoliet, Xinjiang och Taiwan är andra områden som koloniserades av Kina under perioden. Tibet återkoloniserades 1950.

### Kurland
Kurland bedrev ytterst blygsamma koloniseringsförsök i Västindien under 1600-talet.
Se även: Danska kolonier

### Malta / Riddarna av Sankt John
Malta (riddarna av Sankt John) koloniserade flera öar Västindien under 1600-talet. Bland annat Saint-Barthélemy och Tortuga.

### Nederländerna
Som ett av de stora europeiska sjöfartsländerna skaffade sig Nederländerna tidigt kolonier, bland annat Surinam, Nederländska Antillerna och dagens Indonesien (självständigt 1948).

### Norge
Norge koloniserade Svalbard och flera mindre öar i Södra Oceanen. Norge har också liksom Sverige koloniserat Sápmi.
Se även: Danska kolonier

### Nya Zeeland
Nya Zeeland koloniserade flera ögrupper i Stilla havet under 1900-talet.

### Osmanska imperiet
Osmanska imperiet växte fram till år 1683 med lydstater och besittningar i Europa, Nordafrika och Mellanöstern.

### Portugal
Portugal var en av de första kolonialmakterna tillsammans med Spanien. Romersk-katolska kyrkan delade den Nya världen så att det som idag är Brasilien tillföll Portugal. Portugisiska kolonier upprättades även runt Indiska oceanen, i Östtimor, Angola, Moçambique och i Kina (Macao). Brasilien blev en självständig stat 1822 efter ett uppror. Östtimor, Moçambique och Angola frigjorde sig i samband med den portugisiska fascistdiktaturens fall 1974 (men Östtimor blev omedelbart ockuperat av Indonesien i ett kvarts sekel). Macao återlämnades slutligen till Kina 1999.

### Spanien
Spaniens kolonier var omfattande och inkluderade förutom större delen av Latinamerika från Mexiko till Chile även delar av Marocko, Filippinerna och ett antal karibiska öar inklusive Kuba. Redan i början av 1800-talet frigjorde sig Sydamerika från Spanien. I slutet av 1800-talet förlorades Filippinerna, Kuba och Puerto Rico med flera områden i krig till USA som dock inte annekterade dem utan lät dem behålla olika grader av nominell självständighet, även om de var militärt och ekonomiskt dominerade av USA.

### Storbritannien
Av alla de moderna kolonialmakterna blev Storbritannien den mest framgångsrika, både avseende yta, antal områden och ekonomiska fördelar. Enligt ett chauvinistiskt talesätt runt sekelskiftet 1900 hette det att "solen går aldrig ner över det brittiska imperiet". Som störst omfattade de brittiska kolonierna bland annat det som idag är Kanada, Belize, ett antal karibiska öar inklusive Jamaica, områden i Afrika som sträckte sig från Egypten i norr till Sydafrika i söder, Indien, Pakistan, Bangladesh, Afghanistan, Malaysia med Singapore, Brittiska Hongkong och Australien. Idag är många före detta brittiska kolonier medlemmar i det Brittiska samväldet. Några av dessa medlemmar, bland andra Kanada, Nya Zeeland och Australien, har ännu den brittiska drottningen som statsöverhuvud. Det som idag är USA började sin existens som en engelsk koloni på 1600-talet på den Nordamerikanska östkusten. Efter första världskriget tilldelades britterna de så kallade mandatområdena av NF, som utgjorde delar av det förutvarande Osmanska riket och som i praktiken styrdes som kolonier. De brittiska områdena inkluderade nuvarande Irak, Jordanien, Israel och Palestina. Redan före första världskriget hade Kuwait blivit ett brittiskt protektorat.
Storbritannien startade även de två opiumkrigen i syfte att tvinga Kina att tillåta importen av den i Kina illegala narkotikan opium vilket var ett av kolonialismens mer flagranta övergrepp även om Kina aldrig underordnades västmakterna lika fullt som en riktig koloni.

### Sverige
Långt innan 1900-talet gjorde även Sverige mindre försök att etablera sig som kolonialmakt genom Nya Sverige vid Delawarefloden (1638–1655), handelsfortet i Cabo Corso i nuvarande Ghana (1650–1663) och den karibiska ön Saint-Barthélemy (1785–1878). Tanken med kolonierna var att de skulle dra in pengar till den svenska statskassan och öka Sveriges makt och prestige.
Sverige har också liksom Norge koloniserat Sápmi.

### Tyskland / Preussen
Tyskland enades först 1871 och kom därför sent till uppdelningen av världen i modern tid. Man fick några mindre attraktiva kolonier i Afrika, Kina och Oceanien. Dessa områden ockuperades så småningom av ententen under det första världskriget, och delades efter kriget upp mellan segrarmakterna (som "NF-mandat"). Nazitysklands expansion 1938–1942 hade tydliga koloniala förtecken.

#### Tysklands kolonier före Versaillesfreden 1919
- Tyska Östafrika, dagens Tanganyika (dvs Tanzania utan Zanzibar) samt Burundi och Rwanda
- Tyska Sydvästafrika, dagens Namibia
- Wituland
- Tyska Kamerun, dagens Kamerun och delar av angränsande stater
- Togoland
- Tyska Samoa
- Tyska Nya Guinea, dagens Papua Nya Guinea
- Tsingtao, det vill säga Kiautschou

### Venedig
Republiken Venedig har hållit flertalet kolonier inom Medelhavet under den moderna perioden.[källa behövs]

### Österrike-Ungern
1902–1917 ägde Österrike en koncession i Tientsin i Kina.